# Dingnan

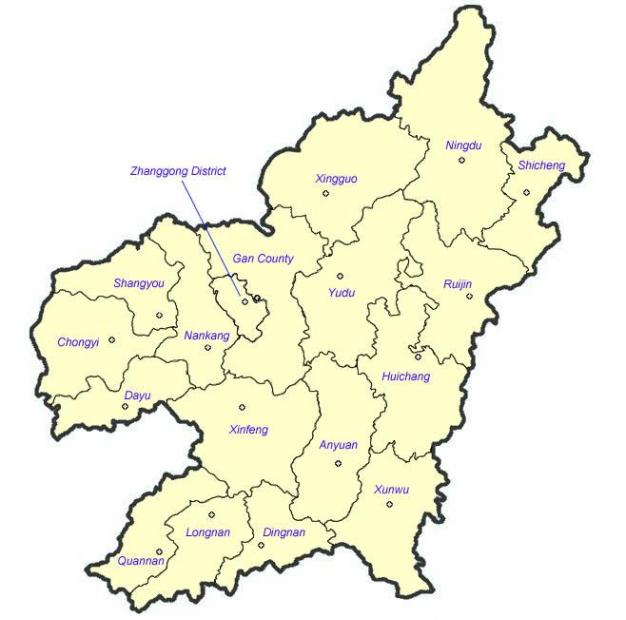
Lage von Dingnan im Verwaltungsgebiet von Ganzhou

Der Kreis Dingnan (chinesisch 定南县, Pinyin Dìngnán Xiàn) ist ein Kreis der bezirksfreien Stadt Ganzhou in der Provinz Jiangxi der Volksrepublik China. Er hat eine Fläche von 1.316 km² und zählt 172.771 Einwohner (Stand: Zensus 2010). Sein Hauptort ist die Großgemeinde Lishi (历市镇).

## Administrative Gliederung
Auf Gemeindeebene setzt sich der Kreis aus sieben Großgemeinden zusammen. Diese sind: 
- Großgemeinde Lishi (历市镇 Lìshì Zhèn)
- Großgemeinde Kuimeishan (岿美山镇 Kuīměishān Zhèn)
- Großgemeinde Laocheng (老城镇 Lǎochéng Zhèn)
- Großgemeinde Tianjiu (天九镇 Tiānjiǔ Zhèn)
- Großgemeinde Longtang (龙塘镇 Lóngtáng Zhèn)
- Großgemeinde Lingbei (岭北镇 Lǐngběi Zhèn)
- Großgemeinde Egong (鹅公镇 Égōng Zhèn)